# Hans Opitz (Mediziner)
Hans Opitz (* 2. November 1888 in Schlottnig, heute Złotniki, bei Liegnitz; † 26. April 1971 in Würzburg) war ein deutscher Pädiater und Hochschullehrer.

## Leben
Bis zum Physikum 1909 studierte Opitz in Leipzig, anschließend in Breslau, wo er 1912 das Staatsexamen ablegte und am 12. Juli 1913 zum Dr. med. promoviert wurde. Zunächst kurz als Schiffsarzt tätig, wurde er im Januar 1914 unter Hans Schelble Assistent am Bremer Kinderkrankenhaus. Vom 3. Oktober 1914 bis zum 20. Dezember 1918 leistete er Kriegsdienst, wurde am 1. Januar 1919 Assistent, dann Oberarzt bei Karl Stolte an der Univ.-Kinderklinik Breslau. 1922 habilitierte er sich für Kinderheilkunde. 1924 wurde er Oberarzt bei Adalbert Czerny an der Berliner Universitätskinderklinik der Charité (1924–1931), 1926 a.o. Professor. Er leitete anschließend von 1931 bis 1933 die städtische Kinderklinik in Mainz und stand 1933 an erster Stelle der Vorschlagsliste für ein Ordinariat an der Deutschen Medizinischen Fakultät in Prag. Er ging 1933 nach Berlin zurück und übernahm am 1. Dezember 1933 das von dem Kinderarzt jüdischen Glaubens Arnold Orgler 1923 eröffnete Städtische Säuglings- und Mütterheim in Berlin-Neukölln. Arnold Orgler war seiner bevorstehenden Entlassung durch die nationalsozialistische Gesetzgebung durch Rücktritt zuvorgekommen und konnte später nach England emigrieren. Im Dezember 1934, nach Absetzen Heinrich Finkelsteins und einem Zwischenspiel des gleichfalls aus rassischen Gründen entfernten Ludwig Ferdinand Meyer übernahm er provisorisch, ab August 1935 endgültig das Kaiser- und Kaiserin-Friedrich-Kinderkrankenhaus in Berlin-Wedding. Nach dem Krieg leitete er die Heidelberger Kinderklinik während der Bamberger-Krise und wurde nach dessen Rehabilitierung bis zu seiner Emeritierung 1957 Ordinarius mit einer kleinen Tuberkulosestation und Ambulanz. 1952 wurde er ärztlicher federführender Präsident des neuen Kuratoriums der Schwesternschule der Universität Heidelberg. Nach seiner Emeritierung widmete er sich seiner herausgeberischer Tätigkeit und seinen Schriften.

## Schaffen
Wissenschaftlich tätig war Opitz vor allem auf dem Gebiet der Tuberkulose des Kindesalters, der Diphtherie und ihrer Prophylaxe und der Bluterkrankungen im Kindesalter. Er war Autor zahlreicher Lehrbuchartikel und Mitherausgeber, so des „Handbuchs der Kinderheilkunde“ und ab 1933 der 1930 von Stefan Engel gegründeten „Pädiatrischen Praxis“, von 1952 bis 1970 des Zentralblatts für die gesamte Kinderheilkunde Hans Opitz prägte 1933 den Krankheitsbegriff Adiposo-Gigantismus.

## Ehrungen
Hans Opitz, der seit 1951 Korrespondierendes Mitglied der Schweizerischen Gesellschaft für Pädiatrie war, wurde im Jahr 1952 in der Sektion Pädiatrie als Mitglied in die Deutsche Akademie der Naturforscher Leopoldina aufgenommen. 1959 wurde er Ehrenmitglied der Deutschen Gesellschaft für Kinderheilkunde und Jugendmedizin e. V.

## Werke
- Die Blutkrankheiten des Kindesalters. Fischers Med. Buchh., Kornfeld 1928.
- Erkrankungen des Blutes und der blutbildenden Organe. In: Meinhard von Pfaundler (Hrsg.): Handbuch der Kinderheilkunde. Vierte Auflage. Ergänzungswerk. 1. Bd: Ergänzungen zu den Bänden 1–4 des Hauptwerkes. F. C. Vogel, Leipzig 1942.
- mit Franz Schmid: Handbuch der Kinderheilkunde. Bände 1–2, Springer-Verlag, Berlin/Heidelberg 1963.
- mit Theodor Hellbrügge und Franz Schmid: Pädiatrische Therapie. Springer-Verlag, Berlin/Heidelberg 1966.